# Eudonia threnodes
Eudonia threnodes là một loài bướm đêm trong họ Crambidae.